# I-7 (Bulgarije)
De I-7 is een nationale weg van de eerste klasse in Bulgarije. De weg loopt van Roemenië via Sjoemen en Jambol naar de Lesovo-Hamzabeyli-grenspost met Turkije. De I-7 is 322 kilometer lang.